# Konstantyn V Kopronim
Konstantyn V (ur. 718, zm. 14 września 775) – od 741 cesarz bizantyński z dynastii izauryjskiej, jeden z największych obrazoburców. Dawniej znany pod przydomkiem Kopronim (kopros, łajno; onoma, imię), nadanym mu nadany przez nieprzychylnych ikonoklastom historyków.

## Życiorys
Konstantyn V był synem Leona III i jego żony Marii. Już w wieku dwóch lat 31 marca 720 roku został współcesarzem. Był nerwowy, niezrównoważony, namiętny, trapiony dolegliwościami, odważny, a zarazem okrutny dla przeciwników religijnych. Miał też talent dowódcy wojskowego. Pod niektórymi względami przerastał swojego ojca. Sytuacja na początku jego panowania nie była sprzyjająca. W czerwcu 742 roku nowy cesarz ruszył na wyprawę przeciw Arabom. Podczas przemarszu przez tem Opsikon, strategos tego temu Artabasdes napadł i pobił armię Konstantyna. Był to mąż Anny, siostry Konstantyna. To właśnie Artabasdes poparł Leona III, gdy był jeszcze uzurpatorem. Teraz sam ogłosił się cesarzem. W stolicy otworzono przed uzurpatorem bramy. W Konstantynopolu patriarcha Anastazjusz koronował Artabasdesa na cesarza. Nowy cesarz uczynił swojego starszego syna Nicefora współcesarzem, a młodszego Nicetasa naczelnym wodzem armii. Artabasdes zniósł też ikonoklazm. Tymczasem Konstantyn schronił się w Amorium u starych stronników ojca. W obawie przed uzurpatorem poparły Konstantyna temy Anatolikon i Trakesion. Uzurpatora poparły temy Opsikon i Armeniakon, gdzie był strategosem. Szerokie poparcie zyskał też w europejskich prowincjach cesarstwa na czele z temem Tracją. Ikonoklazm był tam znienawidzony. Artabasdes postanowił pokonać Konstantyna, lecz 27 maja 743 roku został pokonany pod Sardes. Wojska syna Artabasdesa zostały rozbite niedaleko Modryny. Wkrótce prawowity cesarz stanął we wrześniu 743 roku pod murami stolicy. Po krótkim oblężeniu Konstantyn 2 listopada wkroczył do stolicy. Uzurpator i jego dwaj synowie zostali ośmieszeni na hipodromie, a następnie oślepieni. Patriarcha Anastazjusz został też upokorzony jazdą na ośle głową do ogona, ale pozostał patriarchą. Stronnikom uzurpatora amputowano stopy lub dłonie, albo stracono. Tak skończyła się trwająca 16 miesięcy uzurpacja Artabasdesa, uznanego w Rzymie przez papieża za legalnego cesarza. W 746 roku cesarz wkroczył do Syrii, zajmując miasto Germanikeę, miejsce urodzenia ojca. Rok później flota arabska z Aleksandrii została pokonana w pobliżu Cypru. To świetne zwycięstwo i późniejsze triumfy cesarza nie były spowodowane tylko talentem dowódczym Konstantyna. W 750 roku po długiej wojnie domowej w kalifacie nastąpiła zmiana dynastii. Umajjadów zastąpili Abbasydzi. Stolicę przeniesiono z Damaszku do Bagdadu, a kalifat zaczął powoli się rozpadać na małe państwa. Arabowie nie byli już groźną potęgą.
Cesarz fortyfikacjami zabezpieczył sobie granicę z Bułgarią. Uważał ją za przyszłego wroga Bizancjum i nie mylił się. Konstantyn koncentrował swoją uwagę na Bułgarach i Arabach, lecz nie na Longobardach. W 751 roku zdobyli oni ostatecznie Rawennę. Papież Stefan II wiedział, że nie może liczyć na pomoc cesarza. Spotkał się więc 6 stycznia 754 roku w Ponthion w Galii z królem Franków Pepinem Krótkim. Prosił tam o pomoc przed Longobardami zagrażającymi Rzymowi. Pepin podbił Longobardów w 756 roku, a dawne ziemie bizantyńskiego egzarchatu Rawenny przekazał papieżowi. W ten sposób powstało państwo kościelne, a cesarstwo straciło północną Italię. Konstantyn był o wiele bardziej zajęty wojnami przeciwko Arabom. W roku 752 odniósł zwycięstwo w wyprawie przeciwko nim.
Na soborze w Hierei (jeden z pałaców w azjatyckiej części Konstantynopola) w 754 zakazał przechowywania i wytwarzania jakichkolwiek dzieł sztuki związanych z kultem chrześcijańskim. Sobór w Hierei był wstępem do szeroko zakrojonej akcji niszczenia dzieł przedstawiających postaci świętych, Trójcę Świętą i tym podobne. Z kościołów wyrywano ściany z mozaikami, palono ilustrowane księgi, dziesiątki klasztorów zamieniono w składy broni i koszary, tysiące mnichów przymusowo ożeniono z byłymi nierządnicami. W 752 Konstantyn wznowił ekspansje Bizancjum w kierunku Armenii i Mezopotamii, natomiast w 763 roku pokonał Bułgarów pod Anchialos. W celu umocnienia północnych granic zbudował system twierdz i starał się podporządkować Bizancjum sąsiadujące z Bułgarią słowiańskie plemiona zamieszkujące Macedonię. Jego plany podboju Bułgarii nie powiodły się ze względu na jego śmierć podczas kolejnej wyprawy do tego kraju w 775 roku.
Jego pierwszą żona była Tzitzak (Irena z Chazarów); Konstantyn miał z nią jednego syna, późniejszego cesarza Leona IV. Jego drugą żona była Maria, ale z nią Konstantyn nie miał żadnych dzieci. Jego trzecią żoną była Eudokia Melissena, z którą miał 5 synów i jedną córkę: Krzysztofa (cezara), Nikefora (cezara), Niketasa, Eudokimosa, Anthimosa i Anthousę.